# Le glorie di Maria
Le glorie di Maria è un'opera di impegno dogmatico di mariologia composta nel 1750 da Sant'Alfonso Maria de' Liguori, dottore della chiesa.

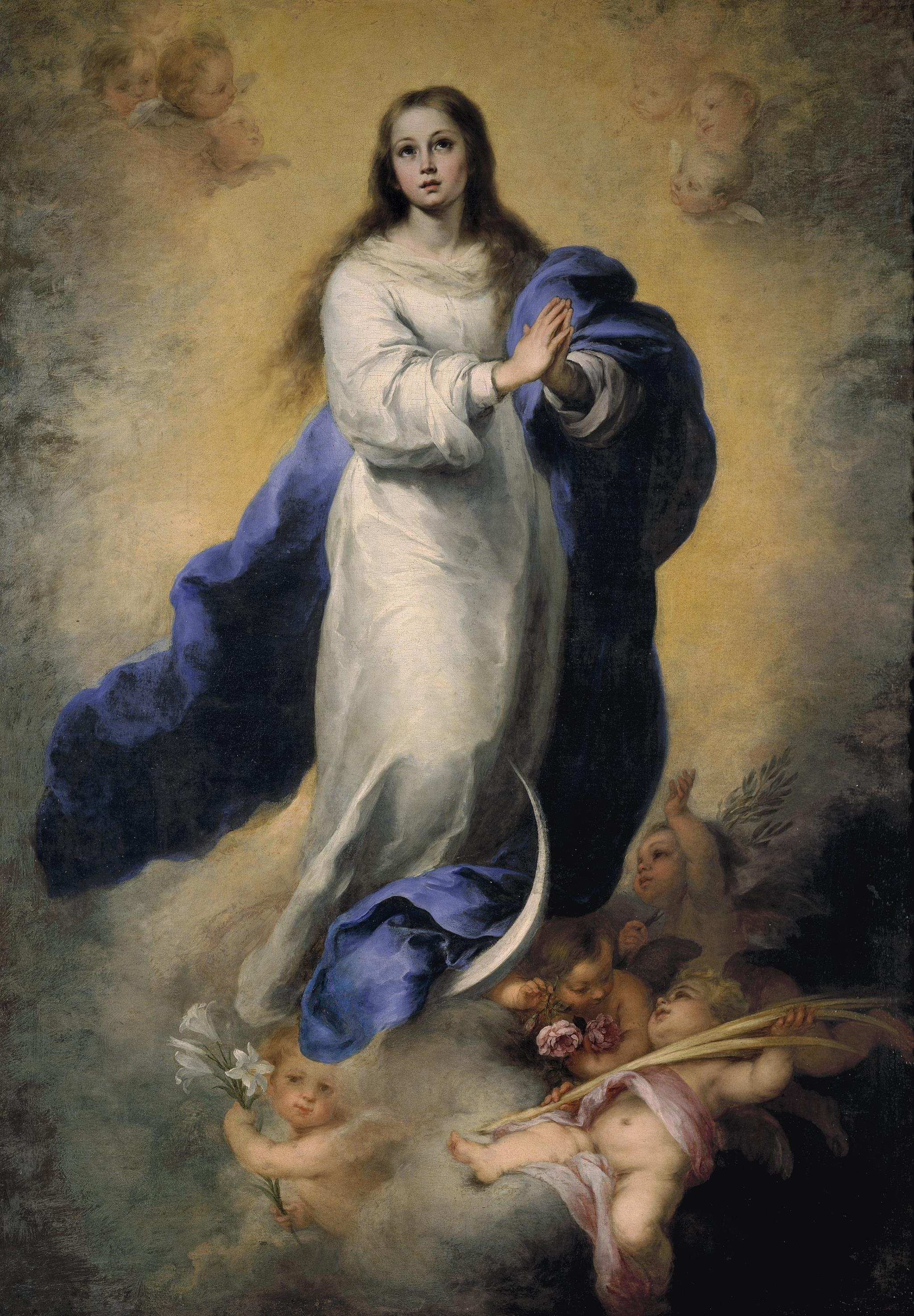
Immacolata Concezione, di Bartolomé Esteban Murillo

## Storia
L'opera è stata scritta ai tempi del Giansenismo, che criticavano la devozione mariana per cui ne nacque una polemica che favorì la diffusione del libro.

## Contenuto
Il libro unisce numerose citazioni in favore della devozione alla Beata Vergine Maria dei Padri della Chiesa e dei Dottori della Chiesa con proprie vedute personali sulla venerazione mariana, e comprende una serie di "esempi" e preghiere a Maria.
La prima parte dell'opera mariana si concentra sulla Salve Regina, la preghiera, e spiega come Dio ha dato Maria all'umanità come la "Porta del Cielo". Su questo argomento, S. Alfonso cita San Bonaventura, e cioè:
( Parte I Capitolo 5, in Le glorie di Maria =Alfonso Maria de'Liguori, Shalom, 2009,  p.160.)
La seconda parte dell'opera affronta, nel primo capitolo, le principali feste mariane: Immacolata Concezione, Nascita, Presentazione, Annunciazione, Visitazione, Purificazione, Assunzione, Dolori di Maria; nel secondo capitolo si concentra sui Sette Dolori di Maria, spiegando come il suo "martirio prolungato" è stato maggiore di quello di tutti gli altri martiri; nel terzo capitolo discute dieci diverse virtù di Maria Santissima; mentre nel quarto capitolo fornisce una raccolta di devozioni mariane, meditazioni e preghiere.
Un'appendice è dedicata a difendere il ruolo di Maria come mediatrice di tutte le grazie.

## Edizioni
- Alfonso de' Liguori, Le glorie di Maria, Presso Pietro Aureli Tipografo e Libraio, 1839.
- Alfonso Maria de' Liguori, Le glorie di Maria, Edizioni San Paolo, 2002, ISBN 88-215-3122-8.